# Masters of The Universe
Masters of the Universe, también conocido por sus siglas MOTU, es una franquicia de figuras de acción, series de televisión, películas, historietas y videojuegos creada en 1981 por Mattel. Dentro de este universo —híbrido entre época medieval y hechicería mezclado con ciencia ficción—, la premisa principal gira en torno al conflicto entre el heroico He-Man y el maléfico Skeletor en el planeta Eternia, con una amplia gama de personajes secundarios.

## El universo MOTU
Las primeras figuras de acción de la línea diseñados por Roger Sweet para Mattel, fueron lanzadas en 1981, con un tamaño de 13.8 cm (5 1/2 pulgadas). 
El universo MOTU fue creado a través de minicomics que acompañaban a los juguetes. En estos primeros cómics se presentan los dos personajes principales  He-man (el hombre más poderoso en el universo)  y su némesis, el malvado hechicero Skeletor, los aliados de He-Man: Man-At-Arms, Teela, Battle Cat, y Stratos, además de los secuaces de Skeletor: Beast-Man y Mer-Man. También se hace referencia al planeta Eternia y al uso tanto de tecnología (pistolas de rayos, vehículos, maquinarias, etc) como de magia.
Posteriormente, DC Comics creó una serie regular y una miniserie de tres números en 1982. En estos cómics se introdujeron conceptos como el alter ego de He-Man, el Príncipe Adam de la Casa de Miro (hijo de la familia real de Eternia).
MOTU llegaría a ser mucho más rico a través de la serie animada de Filmation He-Man and the Masters of the Universe estrenada en 1983 que constó de 130 episodios a través de dos temporadas hasta 1985. Durante esta serie se introdujo el personaje de Orko. 
Con el lanzamiento de la película de 1985 He-Man y She-Ra: El secreto de la espada se presenta a la hermana gemela de He-man, She-Ra, al villano Hordak y el planeta Etheria.

## MOTU en los medios

### Líneas de figuras de acción
- Masters of the Universe: 1981-1987[4]
- She-Ra: The Princess of the Power: 1985-1987[4]
- The New Adventures of He-Man: 1989-1992[4]
- Masters of the Universe Commemorative series: 2000-2001[4]
- Masters of the Universe 2002: 2002-2004[4]
- Masters of the Universe Classics: 2008-2015[4]
- Masters of the Universe Filmation: 2016-2019[4]
- Masters of the Universe Origins: 2020-actualidad[5]
- Masters of the Universe Masterverse: 2021-actualidad

### Cómics
- Master of the universe (Mini-comics): 1981–1983[6][1]
- Master of the universe (DC comics): 1982–1983[1]
- Master of the universe (Marvel comics): 1986–1988[1]
- Master of the universe  (Image comics): 2002-2004[1]
- Master of the universe (Dark Horse comic): 2011[1]
- He-Man and the Master of the universe (DC comics): 2012- actualidad[1]

### Series para televisión
- He-Man and the Masters of the Universe: Serie animada de 1983-1985.
- She-Ra: The Princess of the Power: Serie animada de 1985-1987.
- The New Adventures of He-Man: Serie animada de 1990.
- He-Man and the Masters of the Universe: Serie animada de 2002-2004.
- She-Ra y las princesas del poder: Serie animada de 2018.
- Masters of the Universe: Revelation. Serie animada de 2021.
- He-Man and the Masters of the Universe. Serie animada (CGI) de 2021.

### Largometrajes
- He-Man y She-Ra: El secreto de la espada. Animación, 1985
- He-man y She-ra: Especial de Navidad. Animación, 1985
- Masters of the Universe. Imagen real, 1987
- Chip 'n Dale: Rescue Rangers. Animación (personajes en entorno de imagen real), 2022 (cameo)